# Eleições gerais no Reino Unido em 1945
As eleições gerais no Reino Unido em 1945 foram realizadas a 5 de julho para eleger os 640 assentos da Câmara dos Comuns do Reino Unido.

## Análise
Estas eram as primeiras eleições após o fim da Segunda Guerra Mundial, realizadas, menos de, dois meses após o término desta guerra.
No que, ainda hoje, é considerado o resultado mais surpreendente das eleições britânicas, o Partido Conservador, liderado por Winston Churchill, um dos líderes indiscutíveis dos Aliados na Segunda Guerra Mundial, sofreu uma pesada derrota face ao Partido Trabalhista, liderado por Clement Attlee.
Apesar de ser visto um herói aos olhos do povo britânico, Churchill não conseguiu convencer sobre o plano dos Conservadores para o pós Guerra, com muitos eleitores britânicos, a recordarem o sucedido após a Primeira Guerra Mundial, em que muitos veteranos de guerra, foram deixados ao abandono. Além disto, a campanha negativa dos conservadores contra os trabalhadores serviu para aumentar a desconfiança de que o partido seria o indicado para liderar o país no pós guerra.
Os trabalhistas, liderado pelo histórico Attlee, apresentaram um programa bastante radical que, entre coisas, defendia a criação de um estado social, onde estava incluído um sistema de saúde público e gratuito, bem como, a nacionalização de sectores estratégicos da economia, para, alcançar uma justa distribuição da riqueza. Este programa tornou-se bastante apelativo para o eleitorado britânico e tal proporcionou uma histórica vitória trabalhista, que, alcançou, cerca de, 48% dos votos e uma maioria absoluta no parlamento britânico.
Após, Clement Attlee tornou-se o novo primeiro-ministro britânico, cargo que manteria até 1951.

## Resultados Oficiais
| Partido                 | Partido                          | Votos      | %             | +/-  | Deputados | +/-     |
| ----------------------- | -------------------------------- | ---------- | ------------- | ---- | --------- | ------- |
|                         | Partido Trabalhista              | 11 967 746 | 47,7 / 100,0  | 9,7  | 393 / 640 | 239     |
|                         | Partido Conservador              | 8 716 211  | 36,2 / 100,0  | 11,6 | 197 / 640 | 190     |
|                         | Partido Liberal                  | 2 177 938  | 9,0 / 100,0   | 2,3  | 12 / 640  | 9       |
|                         | Partido Liberal Nacional         | 686 652    | 2,9 / 100,0   | 0,8  | 11 / 640  | 22      |
|                         | Independente                     | 133 191    | 0,6 / 100,0   | 0,5  | 8 / 640   | 6       |
|                         | Coligação Nacional               | 130 513    | 0,5 / 100,0   | 0,2  | 2 / 640   | 1       |
|                         | Partido da Riqueza Comum         | 110 634    | 0,5 / 100,0   | Novo | 1 / 640   | Novo    |
|                         | Partido Comunista                | 97 945     | 0,4 / 100,0   | 0,3  | 2 / 640   | 1       |
|                         | Partido Nacionalista             | 92 819     | 0,4 / 100,0   | 0,2  | 2 / 640   | Estável |
|                         | Independente Nacional            | 65 171     | 0,3 / 100,0   | 0,1  | 2 / 640   | Estável |
|                         | Independente Trabalhista         | 63 135     | 0,3 / 100,0   | 0,2  | 2 / 640   | 2       |
|                         | Independente Conservador         | 57 823     | 0,2 / 100,0   | 0,1  | 2 / 640   | 2       |
|                         | Partido Trabalhista Independente | 46 769     | 0,2 / 100,0   | 0,5  | 3 / 640   | 1       |
|                         | Independente Progressista        | 45 967     | 0,1 / 100,0   | 0,1  | 1 / 640   | 1       |
|                         | Independente Liberal             | 30 450     | 0,1 / 100,0   | 0,1  | 2 / 640   | 2       |
|                         | Outros                           | 70 881     | 0,6 / 100,0   |      | 0 / 640   |         |
| Total                   | Total                            | 24 073 025 | 100,0 / 100,0 |      | 640 / 640 | 25      |
| Eleitorado/Participação | Eleitorado/Participação          | 33 067 342 | 72,8 / 100,0  | 1,7  |           |         |